# 日向ななみ
日向 ななみ（ひなた ななみ、1997年9月9日 - ）は、日本の元女優（元子役）、元ファッションモデル。旧芸名は、山内 菜々。愛称はひな。
神奈川県出身。
元所属は、セントラル子供タレント→タニプロモーション・ボルケーノ・アルゴ→研音→フリーランス。

## 略歴・人物
- セントラル子供タレントに所属し、芸能界デビュー。2003年から放送されたテレビドラマ『ホットマン』シリーズの七海役で注目されるようになる。その後、『ホットマン』で、共演した市川由衣の「愛は勝つ」で、コーラスを担当している。
- 2005年ごろ、タニプロモーション・ボルケーノ・アルゴに移籍。
- 2008年5月、研音に移籍し、芸名「日向ななみ」に改名する（2009年1月に公開された映画『愛のむきだし』のクレジットではまだ撮影当時の「山内菜々」名義になっている）。
- 2011年1月号より『ピチレモン』（学研パブリッシング）の専属モデルを務める。
- 2012年12月、研音を離れることを公表した。同日27日をもってオフィシャルサイトを閉鎖、31日をもって研音の公式モバイルサイト「研音Message」内のコンテンツを終了した[3]。
- 2013年4月号で『ピチレモン』を卒業した。

## 出演

### テレビドラマ
- 木曜ドラマ スタイル!（2000年、テレビ朝日）
- 大河ドラマ 北条時宗（2001年、NHK） - 北条宗政の娘 役
- 衛星ドラマ劇場 コウノトリなぜ紅い（2001年、NHK BSハイビジョン）
- 水曜日の情事（2001年、フジテレビ）
- ホットマンシリーズ
  - ホットマン（2003年、TBS） - 降矢七海 役
  - 水曜プレミアオープニング!特別企画 ホットマン'04春スペシャル（2004年、TBS） - 降矢七海 役
  - ホットマン2（2004年、TBS） - 降矢七海 役
- クニミツの政（2003年、関西テレビ） - 由良舞 役
- 世にも奇妙な物語　秋の特別編 「影が重なる時」 （2003年、フジテレビ） - 光子 役
- 金曜ドラマ 奥さまは魔女（2004年、TBS） - 松井つばさ 役
- 愛の劇場 よい子の味方（2004年、TBS） - 伊東由香 役
- 火曜サスペンス劇場 軽井沢ミステリー6 巣立ち（2004年、日本テレビ） - 田辺彩香 役
- @niftyオリジナルWebドラマ 一生の言葉 はじめてのラブレター（2004年、@nifty） - 北村春奈役
- 月曜ドラマシリーズ ジイジ2〜孫といた夏〜（2005年、NHK） - さくら 役
- 金曜ナイトドラマはるか17（2005年、テレビ朝日） - 宮前遥（幼少） 役
- ドラマ特別企画 太宰治物語（2005年、TBS） - 津島園子 役
- あいのうた（2005年、日本テレビ） - 片岡亜希 役
- 金曜エンタテイメント 生きててもいい…? 〜ひまわりの咲く家〜（2006年、フジテレビ） - 河野真希（幼少） 役
- 土曜ドラマ ギャルサー（2006年、日本テレビ） - モモ 役
- ドラマスペシャル 奇跡の動物園〜旭山動物園物語〜（2006年5月、フジテレビ） - 小山かりん 役
- スペシャルドラマ 恋愛小説 デューク（2006年、TBS） - 立花香子（幼少） 役
- DRAMA COMPLEX P・ハート 〜子供嫌いの小児科医物語〜（2006年、日本テレビ） - 大久保ひかり 役
- 土曜プレミアム 硫黄島〜戦場の郵便配達〜（2006年、フジテレビ） -  市丸美恵子 役
- 愛の劇場 砂時計（2007年、TBS） - 月島椎香（幼少） 役
- 翼の折れた天使たち 第2夜 サクラ（2007年、フジテレビ） - 斉藤遥（幼少） 役
- 黄金の舌 死ぬかと思った 〜出ない女〜（2007年、日本テレビ） - 板倉美樹 役
- ドラマ30 お・ばんざい!（2007年、毎日放送） - 花園苺 役
- スペシャルドラマ うそうそ（2008年、フジテレビ） - お比女 役
- ミッドナイト☆ドラマ　藤子・F・不二雄のパラレル・スペース「ボクラ共和国」（2008年、WOWOW）- 風子 役
- 世にも奇妙な物語　春の特別編 輪廻の村（2009年、フジテレビ） - コノハ 役
- オトメン（乙男）（2009年、フジテレビ） - 都塚りょう（幼少） 役
- 少女たちの日記帳 ヒロシマ 昭和20年4月6日〜8月6日（2009年8月、NHK BShi） - 石崎睦子役
- ハガネの女（2010年5月 - 7月、テレビ朝日） - 佐野せり 役
- 秘密（2010年10月 - 12月、テレビ朝日） - 梶川逸美 役
- 東野圭吾3週連続スペシャル 11文字の殺人（2011年6月10日、フジテレビ）- 山森由美 役

- 悪夢ちゃん 第2話・最終話（2012年10月20日・12月22日、日本テレビ） - 中原輝美 役
- 月曜ゴールデン 警視庁心理捜査官・明日香3（2013年1月7日、TBS） - 杉田亜紀 役
- 金曜プレステージ 堂場瞬一サスペンス 逸脱〜捜査一課・澤村慶司〜（2013年2月15日、フジテレビ） - 狭間千恵美 役

### バラエティ
- 味楽る!ミミカ（2006年 - 2007年、NHK教育） 金曜日のスタジオでの料理コーナーにメイン出演
- 運ころがしの旅（2007年、日本テレビ） 天使ナビゲーター役で出演
- 爆笑100分テレビ!平成ファミリーズ（日本テレビ）
- うたばん（2008年、TBS）
- すイエんサー（2011年11月 - 不定期出演、NHK Eテレ）すイエんサーガールズ

### 映画
- ピーナッツ（2006年、コムストック） - 相良しおり 役
- 愛のむきだし（2009年、ファントム・フィルム） - ヨーコ幼少期 役
- だいじょうぶ3組（2013年、東宝） - 三浦ななみ 役

### 劇場版アニメ
- イノセンス（2004年、東宝） - トグサの娘 役

### アニメ
- 攻殻機動隊 STAND ALONE COMPLEX Solid State Society（2006年） - トグサの娘 役

### CM
- 江崎グリコ クレアおばさんのカレー（2002年） - 兄と共演
- ヤマザキ X'masケーキ（2002年） - 母・兄と共演
- 花王 メリット（2003年）
- TBSモバイル モバイルネット（2003年）
- スタジオジブリ ジブリがいっぱいコレクション ウィンターキャンペーン（2003年）
- 昭和産業 お釜にポン（2004年 - 2005年）
- 日本リーバ Dove（2004年）
- 森永製菓 森永ビスケット（2004年 - 2006年）
- Panasonic 3CCD DIGICAM 愛情サイズ（2004年）
- ミサワホームホールディングス ミサワホーム（2004年 - 2006年）
- ライオン 植物物語（2005年） - 大塚愛と共演
- 東京ディズニーリゾート あの笑顔に会いに行こう（2006年）
- ミツカン 納豆 金のつぶ（2007年）
- 日本テレビ 24時間テレビ 「愛は地球を救う」『告白』（2007年） - タッキー&翼と共演

### ゲーム
- イノセンス（2004年4月24日、ニンテンドー ゲームキューブ）

### 書籍

#### ムック
- ピュアピュア Vol.55 (2009年10月30日、辰巳出版）ISBN 978-4777807048

#### 雑誌
- 幼稚園（2004年7月 - 2005年1月3月号、小学館） - 表紙
- ピチレモン（2011年1月号 - 2013年4月号、学研パブリッシング） - 専属モデル

#### 文庫
- 放課後カレンダー（2011年9月24日、アスキー・メディアワークス魔法のiらんど文庫） - カバーモデル

### その他
- 東芝 医療機器
- ベネッセコーポレーション こどもちゃれんじ
- タカラ カラフルせんせい
- 関西電力
- ザテレビジョン ドラマアカデミー賞「新人俳優賞」受賞
- 市川由衣『愛は勝つ』（2004年、ポニーキャニオン） - コーラス